# داک سود
داک سود (به اسپانیایی: Dock Sud) یک منطقهٔ مسکونی در آرژانتین است که در استان بوئنوس آیرس واقع شده‌است. داک سود ۳۵٬۸۹۷ نفر جمعیت دارد و ۱۱ متر بالاتر از سطح دریا واقع شده‌است.